# 中井木菟麻呂
中井 木菟麻呂（なかい つぐまろ、安政2年6月11日（1855年7月24日） - 昭和18年（1943年）3月25日）は漢学者であり正教徒。号は天生。聖名はパウェルであった。中井桐園の長男として懐徳堂内に生まれる。
自身が14歳の時に閉校された懐徳堂（重建懐徳堂）の再建に尽力すると共に、ニコライ・カサートキンを助けて日本正教会のために、聖書や、正教会の各種祈祷書の翻訳を行う中心人物の一人となった事でも知られる。日本における正教会の奉神礼の基礎を固めた一人であり、戦後、重建懐徳堂は、新制大阪大学に受け継がれたという意味で、大阪大学文系の源流を作った一人としても評価できる（戦前の大阪帝国大学は緒方洪庵の適塾を源流とする医学・理学・工学系のみの大学であった）。

## 日本正教会訳聖書
日本正教会訳聖書の翻訳はのちに亜使徒として列聖されたニコライ・カサートキンと、パウェル中井木菟麻呂が中心になって行われた。聖書翻訳事業の開始は1895年（明治28年）9月。脱稿は1901年（明治34年）であった。各種祈祷書の翻訳も同時並行に進められた。翻訳にあたってはギリシャ語原本を訳し、ロシア語訳本で校訂するという手順が繰り返された。
翻訳の中心人物に漢学者が含まれて居ることもあり、日本正教会訳聖書は漢字の区別が厳密に行われている。例えば日本ハリストス正教会では「聖霊」（希語：「Άγιο Πνεύμα」アギオ・プネヴマ）に相当する位格について、「Πνεύμα」（プネヴマ）に「神（しん）」、「ψυχή」（プシヒー）に「霊」をあてる同教会における訳し分けの方法を反映し、「聖神（せいしん）」を訳語として用いている。ペンテコステも「聖神降臨祭（せいしんこうりんさい）」「五旬祭（ごじゅんさい）」と呼ばれ、「聖霊」の語彙は用いられない。
この「神」「霊」の訳し分けは「聖神」にとどまらず、聖書・祈祷書中における全ての「Πνεύμα」（プネヴマ）・「ψυχή」（プシヒー）の翻訳に適用されており、教会スラヴ語の訳し分けにも同様に対応している。
他の諸教派の多くが文語訳祈祷書・聖書を、口語訳・現代訳のものに切り替えている中で、現在もなお日本正教会は奉神礼において、亜使徒ニコライ・パウェル中井が中心になって翻訳した漢文訓読体の聖書・祈祷書を使用している。

## 重建懐徳堂再建
中井は閉校された懐徳堂の再建に尽力した。重建懐徳堂の設立後に中井も莫大な蔵書や蒐集物の多くを寄贈し、多大な支援を行った。